# Cotylopus acutipinnis
Cotylopus acutipinnis é uma espécie de peixe da família Gobiidae e da ordem Perciformes.

## Morfologia
- Os machos podem atingir 13,4 centímetros de comprimento total.[3][4]

## Alimentação
Alimenta-se de algas.

## Habitat
É um peixe de clima tropical e bentopelágico.

## Distribuição geográfica
É encontrado em: Ilhas Maurícias e Reunião.

## Observações
É inofensivo para os humanos.